# St. Peter und Paul (Františkovy Lázně)
Die evangelische Kirche St. Peter und Paul in Františkovy Lázně (dt. Franzensbad) wurde im historistischen Stil erbaut und 1992 zum Kulturdenkmal erklärt. Die dreischiffige Basilika mit neoromanischen Elementen wurde von 1875 bis 1880 erbaut und anschließend geweiht. Architekt war Karl Haberzettl (1848–1906) aus Eger (Cheb). Der Turm wurde erst 1917 angebaut.